# Bogyós
Bogyós (1899-ig Bogyina, szlovákul Bodiná) község Szlovákiában, a Trencséni kerületben, a Vágbesztercei járásban.

## Fekvése
Vágbesztercétőltól 11 km-re keletre fekszik.

## Története
A falut a 14. század elején a német jog alapján alapították.
1345-ben „Bood” alakban említik először. 1430-ban „Bodowhylhota”, 1431-ben „Bodina Lehotha” alakban szerepel az írott forrásokban. Kezdetben a Szulyovszky és Szalóki családok birtopka, majd 1471-től Vágbeszterce várának tartozéka. 1598-ban 24 háza volt. 1720-ban 13 adózó háztartással rendelkezett. 1784-ben 47 házában, 47 családban 329 lakos élt.
A 18. század végén Vályi András így ír róla: „BOGYINA. Sovány tót falu Trencsén Vármegyében, birtokosa Kubinyi, és más Urak, tsekély vagyonnyaihoz képest, harmadik Osztálybéli.”
1828-ban 35 háza volt 401 lakossal, akik főként mezőgazdasággal foglalkoztak.
Fényes Elek 1851-ben kiadott geográfiai szótárában így ír a faluról: „Bodina, tót falu, Trencsén vármegyében, hegyek közt: 234 kath., 149 evang. lak. Mind a két felekezetnek van filial. temploma. F. u. többen.”
A trianoni békéig Trencsén vármegye Vágbesztercei járásához tartozott.
Lakói támogatták a szlovák nemzeti felkelést, ezért a németek 1944-ben 10 házat felgyújtottak a községben.

## Népessége
| Év:            | 1994. | 2004.   | 2014.   | 2024.   |
| -------------- | ----- | ------- | ------- | ------- |
| Emberek száma: | 481   | 486     | 496     | 480     |
| Eltérés:       |       | +1,03 % | +2,05 % | -3,22 % |

| Év:            | 2023. | 2024.   |
| -------------- | ----- | ------- |
| Emberek száma: | 475   | 480     |
| Eltérés:       |       | +1,05 % |

1910-ben 293, túlnyomórészt szlovák lakosa volt.
2001-ben 473 lakosából 472 szlovák volt.
2011-ben 496 lakosából 491 szlovák volt.

## Nevezetességei
- Római katolikus temploma 1668-ban épült reneszánsz stílusban, a 18. század közepén barokk stílusban építették át.

## Híres személyek
- Itt született 1948. augusztus 10-én A. Nagy László politikus.